# 那离
那离（？—139年5月23日），烧当羌首领。

## 生平
138年十月，那离等率领三千余骑兵，入侵金城郡，被护羌校尉马贤击破。139年四月初八，护羌校尉马贤率军讨伐烧当羌，将那离斩首，斩杀和俘虏烧当羌一千二百余人。141年，马贤中伏阵亡。后来，十六国的后秦就是烧当羌的后裔。